# 巴塔哥尼亚帝王蟹
巴塔哥尼亚帝王蟹（學名：Lithodes santolla），也叫南方帝王蟹、智利王蟹、阿根廷帝王蟹、麦哲伦帝王蟹，是石蟹科下的一個物种。它們分佈在南美洲南部寒冷水域的海床上。

## 分布
巴塔哥尼亚帝王蟹栖息在太平洋东南部沿海水域的智利水域，特別是在瓦爾迪維亞南緯39°50'至南緯60°的合恩角，以及阿根廷南部。它們生活在水深至150米的深淵底棲帶；但在南緯40°則會生活在水深600米。